# Andreas Penkner
Andreas Penkner (ur. 29 listopada 1982 w Radolfzell am Bodensee) – niemiecki wioślarz, reprezentant Niemiec w wioślarskiej ósemce podczas Letnich Igrzysk Olimpijskich w Pekinie.

## Osiągnięcia
- Mistrzostwa Świata – Gifu 2005 – ósemka – 3. miejsce[2].
- Mistrzostwa Świata – Eton 2006 – dwójka bez sternika – 5  miejsce[2].
- Mistrzostwa Świata – Monachium 2007 – dwójka bez sternika – 9. miejsce[2].
- Igrzyska Olimpijskie – Pekin 2008 – ósemka – 8. miejsce[1].